# USS Norfolk (DL-1)
Pour les articles homonymes, voir USS Norfolk.
L'USS Norfolk (DL-1) est le premier destroyer leader de l'US Navy. Initialement projeté comme croiseur chasseur-tueur, il est en service jusqu'en 1970, rayé en 1973 et démoli en 1974.